# اوچئون-اوپ
اوچئون-اوپ (به لاتین: Ocheon-eup) یک منطقهٔ مسکونی در کره جنوبی است که در جئونسانگبوک-دو واقع شده‌است. اوچئون-اوپ ۷۰٫۵۰ کیلومتر مربع مساحت و ۵۳٬۲۲۵ نفر جمعیت دارد.